# 내촌초등학교 와야분교
내촌초등학교 와야분교는 대한민국 강원특별자치도 홍천군 내촌면 와야리 881에 있었던 공립 초등학교이다.

## 연혁
- 1947년 3월 20일 내촌국민학교 와야분교장 인가
- 1953년 3월 19일 와야국민학교로 승격
- 1994년 3월 1일 내촌국민학교 와야분교장 격하
- 2009년 3월 1일 폐교